# Dębowo (powiat włocławski)
Dębowo – wieś w Polsce, położona w województwie kujawsko-pomorskim, w powiecie włocławskim, w gminie Baruchowo.
W latach 1975–1998 Czarne należało administracyjnie do województwa włocławskiego.
Przed 2023 r. miejscowość była częścią wsi Okna.